# Zorzines microdonta
Zorzines microdonta là một loài bướm đêm trong họ Noctuidae.